# IC 2518
IC 2518 ist eine kompakte Galaxie vom Hubble-Typ C im Sternbild Kleiner Löwe am Nordsternhimmel. Sie ist schätzungsweise 228 Millionen Lichtjahre von der Milchstraße entfernt.
Das Objekt wurde am 11. Mai 1896 von Stéphane Javelle entdeckt.